# Iglesia de San Patricio (Málaga)
La iglesia de San Patricio es un templo cristiano católico situado en el barrio de Huelin en la ciudad andaluza de Málaga (España). Pertenece al Arciprestazgo de San Patricio, dentro de la Diócesis de Málaga. El edificio actual, obra del arquitecto Enrique Atencia, data de 1950. Es sede canónica de la Hermandad de la Virgen del Carmen de Huelin y la Hermandad de Mediadora. Debe su nombre a San Patricio, obispo de Málaga en el siglo IV d. C. Desde 2005, se conmemora el día 17 de marzo, la fiesta de San Patricio de Irlanda.

## Situación
Está situada en la Calle Federico Orellana Toledano, número 2, en la esquina con Calle La Hoz.

## Antecedentes
Anteriormente, existió una pequeña iglesia construida por la familia Huelin 1875 junto a una de sus fábricas de azúcar, pero con el paso del tiempo y la proliferación de casas y chabolas junto a fábricas y a lo largo de las playas se quedó pequeña para atender a la población. Aquella primitiva capilla, dedicada en sus comienzos a la Virgen de los Dolores, fue la sede de la Parroquia de San Patricio, durante sus primeros cincuenta años.

## Descripción

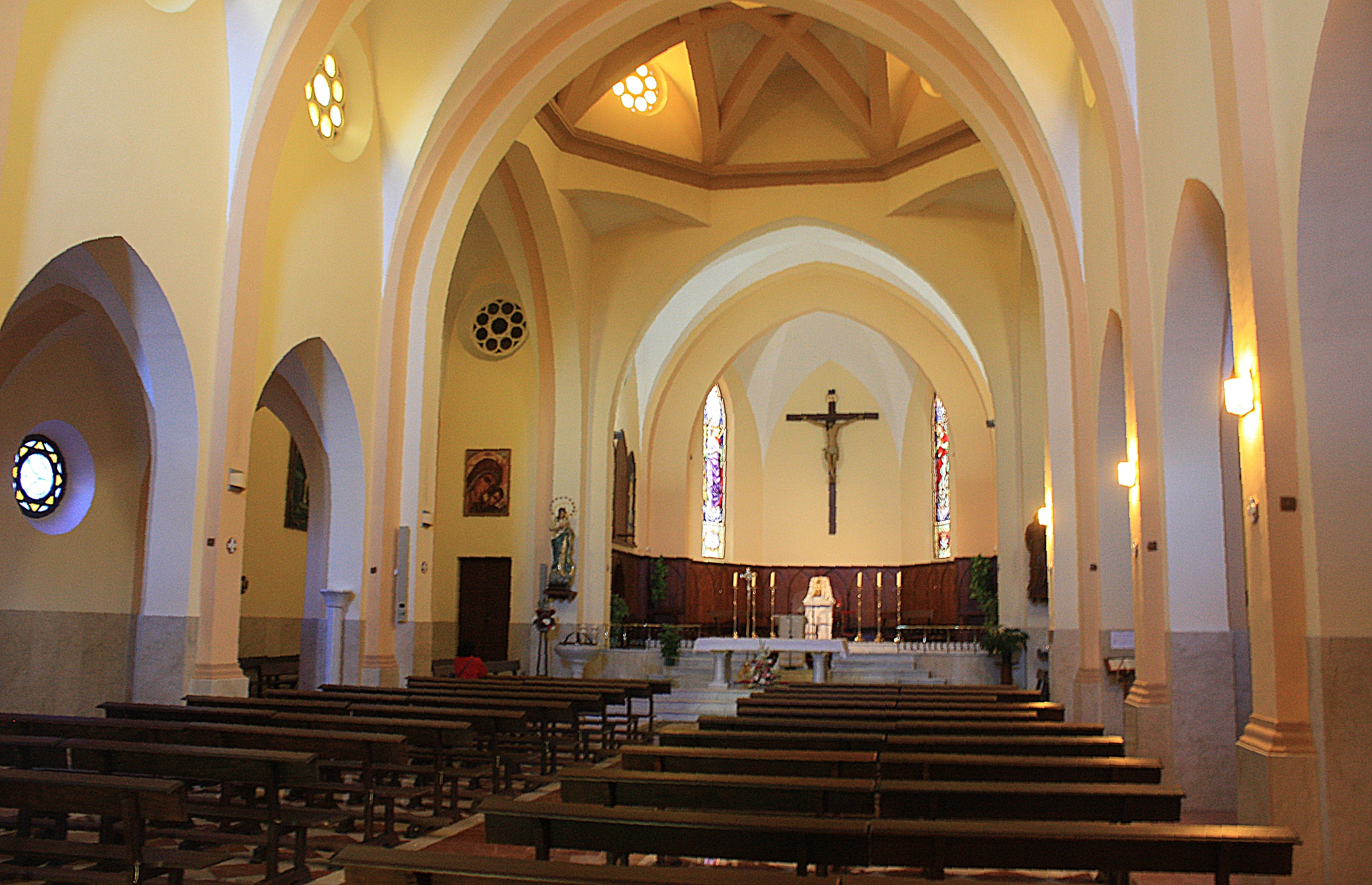
Iglesia de San Patricio, interior

En 1950, finalizaron las obras de la iglesia actual, obra de Enrique Atencia siguiendo el proyecto de Fernando Guerrero-Strachan Rosado. Tiene planta de cruz latina y, como otros templos coetáneos, su estética hace referencia al gótico y el mudéjar. Su interior consta de tres naves.
El conjunto original incluye, además de la iglesia, el Colegio Obispo San Patricio y un centro parroquial, que fue sustituido, inaugurándose en 2010.